# Klearchos
Klearchos (altgriechisch Κλέαρχος Kléarchos; um 450 v. Chr.; † 401 v. Chr.), Sohn des Ramphias, war ein spartanischer Flottenführer im Peloponnesischen Krieg.
Im Jahr 411 v. Chr. wurde er an den Hellespont gesandt, um in Zusammenarbeit mit dem persischen Satrapen Pharnabazos den Athenern die Kontrolle der Meerengen streitig zu machen. 410 nahm er als Truppenführer an der Schlacht von Kyzikos teil. Als Harmost von Byzantion leitete er 408 v. Chr. die Verteidigung der Stadt gegen die Athener Alkibiades und Theramenes. Noch während der Belagerung verließ Klearchos die Stadt auf einem Schiff, mit dem er die Seeblockade durchbrach, und ermutigte so die Athenerfreunde in Byzanz, die die Stadt bald darauf Alkibiades in die Hände spielten. 406 v. Chr. war er als Stellvertreter des Seeherrn Kallikratidas an der Schlacht bei den Arginusen beteiligt. 
Nach dem Ende des Peloponnesischen Kriegs ignorierte er einen Befehl der spartanischen Regierung und wurde deshalb zum Tode verurteilt. Er fand jedoch Zuflucht beim persischen Prinzen Kyros. Für diesen führte er das griechische Söldnerheer, als der rebellische Kyros seinem Bruder Artaxerxes II. die Krone streitig machen wollte.
Das Söldnerheer unter Klearchos siegte zwar in der Schlacht bei Kunaxa, durch den Tod des leichtsinnig nach vorne stürmenden Kyros fanden sich die Griechen jedoch plötzlich allein und ohne Auftrag mitten im feindlichen Achämenidenreich. Bei den daraufhin angebahnten Waffenstillstandsverhandlungen mit den Persern wurden Klearchos und seine Mitfeldherren wenig später infolge einer Intrige des eidbrüchigen persischen Satrapen Tissaphernes heimtückisch ermordet. Das Griechenheer konnte unter der Führung des Spartaners Cheirisophos und des Athener Intellektuellen Xenophon, einem Schüler des Sokrates, der schließlich die Rolle eines Truppenführer wahrnahm, trotzdem den Weg aus Persien erkämpfen, wie in der Anabasis (auch bekannt als „Zug der Zehntausend“) Xenophons beschrieben.
Xenophon charakterisiert Klearchos als militärisch tüchtigen, aber auch kriegssüchtigen Menschen, „der trotz der Möglichkeit, in Frieden zu leben ohne Schande und Schaden, den Krieg vorzieht“.